# I'll Feel a Whole Lot Better
"I'll Feel a Whole Lot Better" is een lied van de Amerikaanse folkrockgroep The Byrds, afkomstig van hun debuutalbum Mr. Tambourine Man (1965). Het nummer werd nooit als single uitgebracht maar was de B-kant van de single "All I Really Want to Do" (1965). Desondanks wist het toch een bescheiden hit te worden. De Billboard Top 100 werd net niet bereikt.
Michael Gallucci van Ultimate Classic Rock plaatste het nummer op #3 in hun lijst van tien beste nummers van The Byrds.

## Coverversies
| Jaar | Artiest          | Album                                 | Opmerking                                    |
| ---- | ---------------- | ------------------------------------- | -------------------------------------------- |
| 1973 | Johnny Rivers    | Blue Suede Shoes                      |                                              |
| 1978 | Bobby Bare sr.   | Sleeper Wherever I Fall               |                                              |
| 1978 | Flamin' Groovies | Now                                   | Als "Feel A Whole Lot Better"                |
| 1985 | Juice Newton     | Old Flame                             |                                              |
| 1989 | Tom Petty        | Full Moon Fever                       | Als "Feel a Whole Lot Better"                |
| 1989 | Dinosaur Jr.     | Time Between - A Tribute to the Byrds |                                              |
| 1990 | Charly García    | Filosofía Barata y Zapatos de Goma    | Als "Me Siento Mucho Mejor"                  |
| 2007 | Paulina Rubio    | Ananda                                | Als "Me Siento Mucho Más Fuerte Sin Tu Amor" |

## Personeel
- Gene Clark (zang, tamboerijn)
- David Crosby (gitaar, achtergrondzang)
- Jim McGuinn (12-snarige gitaar, achtergrondzang)
- Chris Hillman (basgitaar)
- Michael Clarke (drums)